# Забарський заказник
Заба́рський зака́зник — гідрологічний заказник загальнодержавного значення в Україні. Розташований у межах Звягельського району Житомирської області, на північ від села Забаро-Давидівка.
Площа 1095 га. Створений у 1980 році. Перебуває у віданні ДП «Ємільчинське ЛГ».
Охороняється перехідне болото, розташоване у реліктовій долині. Рослинність характерна для мезотрофних боліт — осоково-сфагнові угруповання з розрідженою березою та сосною. Є ділянки ягідників (журавлина, чорниця).
Територія заказника — місце оселення багатьох видів птахів, зокрема глушців, тетеруки, водоплавних та водно-болотних птахів. Трапляються поселення бобрів.
Територія заказника є регулятором водного режиму річки Уборті.